# アヴァンギャルド・オムスク
アヴァンギャルド・オムスク（ロシア語: Авангард (Омск)、正式名称Хоккейный клуб «Авангард»）は、ロシアのオムスクを本拠地とするプロアイスホッケークラブである。KHLの東部コンファレンスに所属する。

## 沿革
クラブ名が現在のアヴァンギャルドになるまでには何度も名称の変更が繰り返されてきた。

### 1950-1972
1950年、オムスクで創部されたスパルタクというアイスホッケークラブがアヴァンギャルドの前身にあたる。1951年1月7日、オムスクのディナモ・スタジアムにおいてロシア・ソヴィエト大会のスパルタク・オムスクの最初の試合が行われた。1959年、スパルタク・オムスクはソヴィエトカップのクラスAに昇格、同年11月29日に最初の対外試合を行った。
1962年の夏、チームはオムスク空港の職員に割り当てられ、クラブ名は「アエロフロート」に改称した。1967年、クラブはオムスク空港からシベリアゴム工場に割り当てられ、クラブ名は「カウチューク (ゴム) 」に改称した。

### 1972-1981
シーズン1971/72にカウチューク・オムスクとロコモティフ・オムスクはそれぞれ8位と7位でシーズンを終えた。シーズン終了後に両クラブは統合され、新しいクラブ名は「ヒミク (化学者) 」に決定した。1974年の夏に「ヒミク」はシベリアゴム工場からタイヤ工場に譲渡され、クラブ名はシンニク (タイヤメーカー) に改称された。

### 1981-2000
1981年のシーズン前にクラブはオムスクトランスマシュと提携した。シンニクは4回目となる改称を行い、新しいクラブ名はアヴァンギャルド（前衛）となった。
1987年2月、サポーター念願の屋内アイスアリーナイルティシュが完成し、以後アヴァンギャルドはそのアリーナを本拠地とした。シーズン1988/89にアヴァンギャルドは72試合を行い、346得点300失点というクラブ新記録を残した。
1991年にソ連が崩壊するまで、ソ連のスポーツはもっぱらモスクワが中心だった。アイスホッケーではCSKAモスクワ、HCディナモ・モスクワ、HCスパルタク・モスクワ、そしてクリリヤ・ソヴェトフ（モスクワ）がソ連の強豪クラブだった。ソ連崩壊後にスポーツは地方に散らばり、トリヤッティ、ヤロスラヴリ、カザン、マグニトゴルスクなどに強豪のアイスホッケーチームが林立した。ウラル山脈の東側ではアヴァンギャルド・オムスクが台頭した。シーズン1994/95にアヴァンギャルドはストロイーチェリ・カラガンダに14対0の大差で勝利を収め、ロシアの1部リーグで最も得点差のある勝利となった。シーズン1999/2000にドミトリー・ザトンスキーはソヴィエト・スポーツ紙のシーズン得点王の称号を受けた。